# Bart enfant modèle
Bart enfant modèle (Bart's Inner Child) est le 7e épisode de la saison 5 de la série télévisée d'animation Les Simpson.

## Synopsis
L'épisode commence alors qu'Homer prend son petit déjeuner tout en lisant le journal. Il s'aperçoit, en feuilletant les pages de publicité qu'un trampoline sera offert au premier venu. Il se précipite alors sans donner d'indication à sa femme Marge sur ce qu'il va faire. Lorsqu'il se retrouve à l'adresse indiquée, il se rend compte que c'est Krusty le clown qui se propose de donner son trampoline. En rentrant chez lui, il imagine que ce nouvel objet va le rendre riche. Il crée alors Homerland un parc d'attractions dont l'entrée coûte 50 $ et qui est composé d'une flaque de boue, d'un tunnel fait avec des vieux matelas et du fameux trampoline.
Mais il s'avère que le trampoline comporte un défaut de fabrication qui le rend très dangereux à utiliser. Aussi tous les enfants qui ont joué avec se retrouvent blessés. Marge convainc alors Homer de s'en débarrasser. Celui-ci accepte à contre cœur tout en accusant son épouse de ne jamais rien tenter. Celle-ci s'énerve, quitte la maison et se rend chez ses sœurs. Elle découvre alors Brad Goodman, dans un film où ce dernier propose des méthodes pour se détendre. Marge rentre dans sa maison et annonce à toute sa famille qu'elle les emmènera voir Brad Goodman lorsque celui-ci donnera une conférence à Springfield. Ce jour ne tarde pas à arriver et toute la ville est présente pour écouter les conseils du conférencier. Ce dernier conseille à tout le monde de suivre le modèle de Bart Simpson et de faire ce qu'on le veut. L'aîné Simpson est alors considéré comme l'enfant modèle et tout le monde commence à faire comme lui, se moquant des ordres et n'assumant pas ses responsabilités. Les choses dérapent alors très vite.